# George Arents

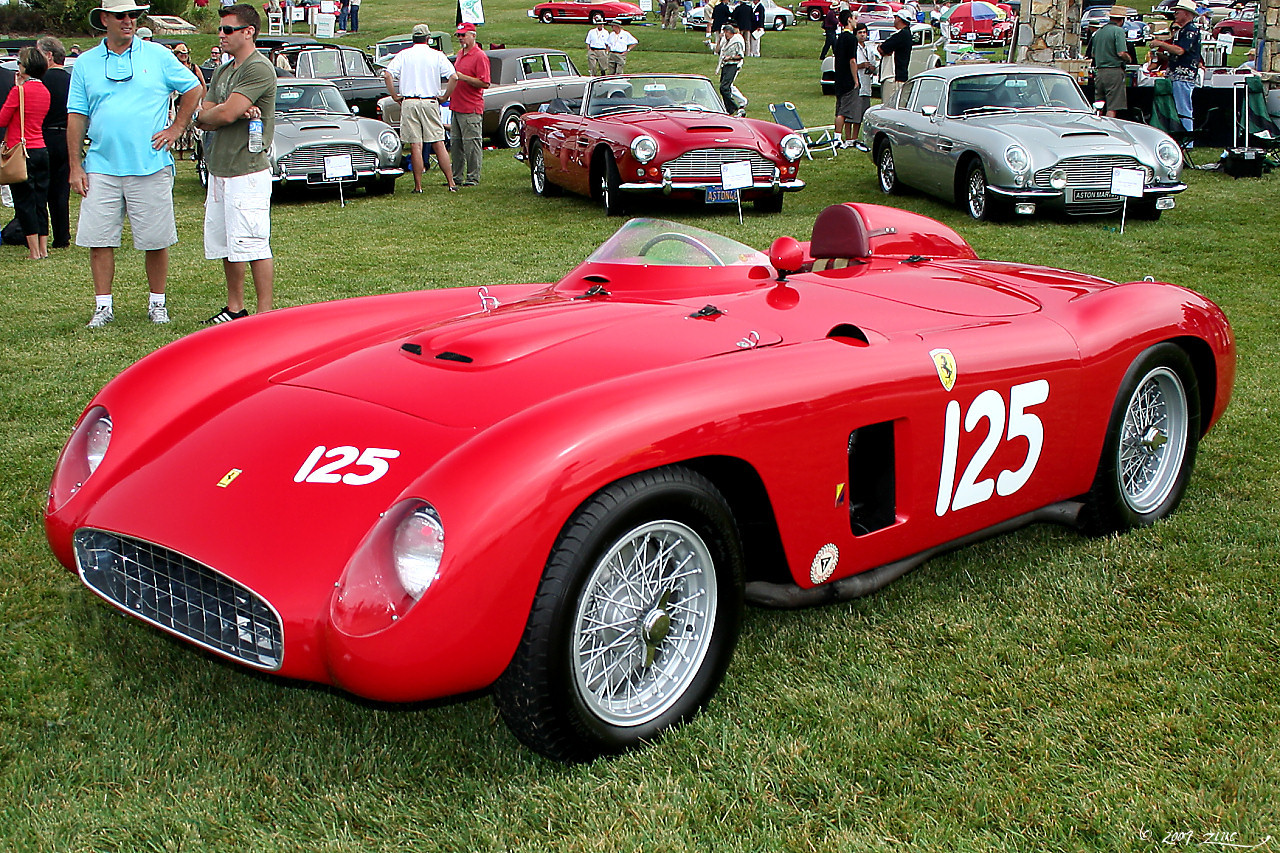
George Arents Ferrari 500 TR

George Arents (* 21. April 1916; † Mai 1992) war ein US-amerikanischer Autorennfahrer und Rennstallbesitzer.

## Familie und Herkunft
George Arents wurde in eine vermögende US-amerikanische Familie hineingeboren. Sein Großvater und sein Vater verdienten ihr Geld in der Tabakindustrie. In einigen Publikationen wird Arents auch als George Arents junior bezeichnet, um ihn von seinem Vater gleichen Namens zu unterscheiden. Arents der Ältere nahm 1904 am Vanderbilt Cup teil, wo er schwer verunfallte. Sein Mechaniker verlor dabei das Leben. Arents war nie verheiratet, bekennend homosexuell und lange Jahre mit dem Rennfahrer David Cunningham liiert.

## Karriere
Arents war in den 1950er-Jahren als Rennfahrer aktiv und unterstützte 1957 gemeinsam mit Jan de Vroom Luigi Chinetti finanziell bei der Gründung von North American Racing. Als Fahrer war er in den Vereinigten Staaten und in Europa bei Sportwagenrennen am Start, ab 1958 vor allem für N.A.R.T. International waren seine größten Erfolge der vierte Endrang beim 24-Stunden-Rennen von Le Mans 1959 und der fünfte ein Jahr später.

## Statistik

### Le-Mans-Ergebnisse
| Jahr | Team                       | Fahrzeug                  | Teamkollege   | Platzierung | Ausfallgrund    |
| ---- | -------------------------- | ------------------------- | ------------- | ----------- | --------------- |
| 1957 | North American Racing Team | Ferrari 290MM-C           | Jan de Vroom  | Ausfall     | Bremsdefekt     |
| 1959 | North American Racing Team | Ferrari 250 GT Berlinetta | André Pilette | Rang 4      |                 |
| 1960 | North American Racing Team | Ferrari 250 GT SWB        | Alan Connell  | Rang 5      |                 |
| 1961 | North American Racing Team | Ferrari 250 GT SWB        | George Reed   | Ausfall     | Elektrik        |
| 1962 | Automobili O.S.C.A.        | Osca 1600GT Zagato        | José Behra    | Ausfall     | Getriebeschaden |

### Sebring-Ergebnisse
| Jahr | Team                       | Fahrzeug           | Teamkollege      | Teamkollege      | Platzierung | Ausfallgrund |
| ---- | -------------------------- | ------------------ | ---------------- | ---------------- | ----------- | ------------ |
| 1957 | Jan de Vroom               | Ferrari 500TRC     | Jan de Vroom     | David Cunningham | Rang 14     |              |
| 1958 | North American Racing Team | Ferrari 250 GT LWB | George Reed      | Don O’Dell       | Rang 7      |              |
| 1959 | RRR Enterprises            | Ferrari 250 GT LWB | George Reed      | Don O’Dell       | Rang 46     |              |
| 1960 | North American Racing Team | Ferrari 250 GT LWB | William Kimberly |                  | Rang 7      |              |
| 1961 | Scuderia Serenissima       | Ferrari 250 GT LWB | Fernand Tavano   |                  | Ausfall     | Differential |

### Einzelergebnisse in der Sportwagen-Weltmeisterschaft
| Saison | Team                                    | Rennwagen                    | 1   | 2   | 3   | 4   | 5   | 6   | 7   | 8   | 9   | 10  | 11  | 12  | 13  | 14  | 15  | 16  | 17  | 18  | 19  | 20  |
| ------ | --------------------------------------- | ---------------------------- | --- | --- | --- | --- | --- | --- | --- | --- | --- | --- | --- | --- | --- | --- | --- | --- | --- | --- | --- | --- |
| 1957   | Jan de Vroom North American Racing Team | Ferrari 500TRC Ferrari 290MM | BUA | SEB | MIM | NÜR | LEM | KRI | CAR |     |     |     |     |     |     |     |     |     |     |     |     |     |
| 1957   | Jan de Vroom North American Racing Team | Ferrari 500TRC Ferrari 290MM |     | 14  |     |     | DNF |     |     |     |     |     |     |     |     |     |     |     |     |     |     |     |
| 1958   | North American Racing Team              | Ferrari 250 GT               | BUA | SEB | TAR | NÜR | LEM | RTT |     |     |     |     |     |     |     |     |     |     |     |     |     |     |
| 1958   | North American Racing Team              | Ferrari 250 GT               | 7   |     |     |     |     |     |     |     |     |     |     |     |     |     |     |     |     |     |     |     |
| 1959   | North American Racing Team              | Ferrari 250 GT               | SEB | TAR | NÜR | LEM | RTT |     |     |     |     |     |     |     |     |     |     |     |     |     |     |     |
| 1959   | North American Racing Team              | Ferrari 250 GT               | 46  |     |     | 4   |     |     |     |     |     |     |     |     |     |     |     |     |     |     |     |     |
| 1960   | North American Racing Team              | Ferrari 250 GT               | BUA | SEB | TAR | NÜR | LEM |     |     |     |     |     |     |     |     |     |     |     |     |     |     |     |
| 1960   | North American Racing Team              | Ferrari 250 GT               |     | 7   |     |     | 5   |     |     |     |     |     |     |     |     |     |     |     |     |     |     |     |
| 1961   | Scuderia Serenissima                    | Ferrari 250 GT               | SEB | TAR | NÜR | LEM | PES |     |     |     |     |     |     |     |     |     |     |     |     |     |     |     |
| 1961   | Scuderia Serenissima                    | Ferrari 250 GT               | DNF |     |     | DNF | 4   |     |     |     |     |     |     |     |     |     |     |     |     |     |     |     |
| 1962   | Osca                                    | Osca 1600 GT                 | DAY | SEB | SEB | MAI | TAR | BER | NÜR | LEM | TAV | CCA | RTT | NÜR | BRI | BRI | PAR |     |     |     |     |     |
| 1962   | Osca                                    | Osca 1600 GT                 |     |     |     |     | DNF |     |     |     |     |     |     |     |     |     |     |     |     |     |     |     |
| 1965   | North American Racing Team              | Ferrari 275 GTB              | DAY | SEB | BOL | MON | MON | RTT | TAR | SPA | NÜR | MUG | ROS | LEM | REI | BOZ | FRE | CCE | OVI | NÜR | BRI | BRI |
| 1965   | North American Racing Team              | Ferrari 275 GTB              |     |     |     |     |     |     |     |     |     |     |     |     |     |     |     |     | 11  |     |     |     |